# Ichirou Mizuki
Ichirou Mizuki (水木一郎, Mizuki Ichirou), född Toshio Hayakawa (早川俊夫, Hayakawa Toshio) den 7 januari 1948 i Tokyo, död 6 december 2022 i Tokyo, var en japansk sångare, kompositör och skådespelare. Han är även känd under namnet "Aniki" som betyder 'storebror' på japanska.

## Biografi
Efter studier vid bland annat Setagaya Gakuen School bestämde sig Mizuki för att bli sångare.
Ichirou Mizuki började sin sångkarriär 1968 med solo‑debutmelodin "Kimi ni sasageru Boku no Uta" med text av Sou Nishizawa och med melodi av Kanae Wada. I slutet av 1971 blev han utvald att få sjunga ledmotivet till anime-serien Genshi Shounen Ryuu och till Mazinger Z samt till tokusatsu-serien Choujin Barom One. Mizukis soundtrackalbum Mazinger Z gavs ut 1972 och har sålt i över 700 000 exemplar. Albumet Captain Harlock som gavs ut 1978 har hittills sålt i cirka 150 000 exemplar.
Den 30 till den 31 augusti 1999  höll Ichirou Mizuki sin "1000‑melodikonsert" i Kawaguchiko Stellar Theater, Yamanashi prefektur. Under loppet av 24 timmar sjöng han oupphörligt tusen sånger vid detta tillfälle, vilket gjorde honom legendarisk i hela Japan .
Den 19 juli 2001 startade Mizuki popgruppen JAM Project med Hironobu Kageyama, Rica Matsumoto, Masaaki Endou och Eizo Sakamoto. Han medverkade där fram till augusti 2002. Sedan var han bara deltidsmedlem, men skötte fortfarande gruppens produktion och musikutgivning och sysslade med att finna nya, blivande talanger .

## Diskografi

### Singel
- 1968 - Kimi ni sasageru Boku no Uta (君にささげる僕の歌)
- 1970 - Dare mo inai Umi (誰もいない海)
- 1990 - Natsukashi Kutte Hero – I'll Never Forget You! –  (懐かしくってヒーロ– I'll Never Forget You! – )
- 1992 - Natsukashi Kutte Hero PartII – We'll Be Together Forever! –  (懐かしくってヒーロー・PartII – We'll Be Together Forever!)
- 1994 - SEISHUN FOR YOU – Seishun no Uta –  (SEISHUN FOR YOU – 青春の詩)
- 1997 - 221B Senki Single Version (221B戦記 シングルバージョン)
- 1999 - Golden Rule – Kimi wa mada Maketenai! –  (Golden Rule – 君はまだ負けてない!) / Miage te goran Yoru no Hoshi wo
 (見上げてごらん夜の星を)

### Samlingsalbum
- 1989 - OTAKEBI Sanjou! Hoeru Otoko Ichiro Mizuki Best (OTAKEBI参上!吠える男 水木一郎ベスト)
- 1990 - Ichiro Mizuki OTAKEBI 2 (水木一郎 OTAKEBI2)
- 1990 - Ichiro Mizuki All Hits Vol.1 (水木一郎 大全集Vol.1)
- 1991 - Ichiro Mizuki All Hits Vol.2 (水木一郎 大全集Vol.2)
- 1991 - Ichiro Mizuki Ballade Collection – SASAYAKI –  Vol.1 (水木一郎バラード・コレクション – SASAYAKI – Vol.1)
- 1991 - Ichiro Mizuki All Hits Vol.3 (水木一郎 大全集Vol.3)
- 1992 - Ichiro Mizuki All Hits Vol.4 (水木一郎 大全集Vol.4)
- 1992 - Ichiro Mizuki All Hits Vol.5 (水木一郎 大全集Vol.5)
- 1994 - Ichiro Mizuki no Tanoshii Asobi Uta (水木一郎のたのしいあそびうた)
- 1995 - Ichiro Mizuki Best & Best (水木一郎 ベスト&ベスト)
- 1997 - ROBONATION Ichiro Mizuki Super Robot Complete (ROBONATION 水木一郎スーパーロボットコンプリート)
- 1998 - Neppuu Densetsu (熱風伝説)
- 1999 - Neppuu Gaiden – Romantic Master Pieces – (熱風外伝-Romantic Master Pieces-)
- 2001 - Aniki Jishin – 30th Anniversary BEST –  (アニキ自身 – 30th Anniversary BEST)
- 2004 - Ichiro Mizuki Best of Aniking – Red Spirits – (水木一郎 ベスト・オブ・アニキング -赤の魂-)
- 2004 - Ichiro Mizuki Best of Aniking – Blue Spirits – (水木一郎 ベスト・オブ・アニキング -青の魂-)

### Album med Mitsuko Horie
- 1993 - Dear Friend

### Soundtrack
- 1971 - Genshi Shounen Ryuu
- 1972 - Astro Ganga
- 1972 - Choujin Barom One
- 1972 - Henshin Ninja Arashi
- 1972 - Mazinger Z
- 1973 - Babel II
- 1973 - Kamen Rider V3
- 1973 - Robot Keiji
- 1973 - Inazuman
- 1974 - Kamen Rider X
- 1974 - Inazuman F
- 1974 - Great Mazinger
- 1974 - Ganbare!! Robocon
- 1975 - Kamen Rider Stronger
- 1975 - Tekkaman: The Space Knight
- 1975 - Steel Jeeg
- 1975 - Akumaizer 3
- 1976 - The Kagestar
- 1976 - Machine Hayabusa
- 1976 - Gowapper 5 Godam
- 1976 - Combattler V
- 1976 - Ninja Captor
- 1976 - Magne Robo Gakeen
- 1977 - Kaiketsu Zubat
- 1977 - Mechander Robo
- 1977 - Daitetsujin 17
- 1977 - Hyouga Senshi Guyslugger
- 1977 - Voltes V
- 1977 - Baratack
- 1977 - Arrow Emblem Grand Prix no Taka
- 1978 - Captain Harlock
- 1978 - Lupin III
- 1978 - Kyouryuu Sentai Koseidon
- 1978 - Yakyuu Kyou no Uta
- 1979 - Honoo no Choujin Megaloman
- 1979 - New Kamen Rider
- 1980 - Moo no Hakugei
- 1980 - Muteking: The Dashing Warrior
- 1980 - Kamen Rider Super 1
- 1981 - Golion
- 1981 - Tiger Mask II
- 1982 - Game Center Arashi
- 1982 - Arcadia of My Youth: Endless Orbit SSX
- 1983 - Andro Melos
- 1985 - Pro Golfer Saru
- 1986 - Jikuu Senshi Spielvan
- 1987 - Choujinki Metalder
- 1987 - Dangaioh
- 1989 - Jungle Taitei
- 1989 - Kariage Kun
- 1990 - Transformers: Zone
- 1991 - Getter Robo Gou
- 1997 - Super Robot Wars
- 2000 - Hero Hero-kun
- 2000 - Shin Getter Robo vs. Neo Getter Robo
- 2001 - The SoulTaker
- 2003 - Godannar
- 2005 - Mahou Sentai Magiranger
- 2006 - Chou Ninja Tai Inazuma!
- 2007 - Juuken Sentai Gekiranger
- 2007 - Koutetsushin Jeeg

## Filmografi (urval)
Anime
- 1979:Koraru no Tanken som Rat Hector
- 1979:Space Carrier Blue Noah som Gruppkommendör (Gruppenkommandeur)
- 1987:Dangaioh (OVA) som Yoldo
- 2007:Happy Lucky Bikkuriman som La☆Keen

Tokusatsu
- 1986:Jikuu Senshi Spielvan som Dr. Ben
- 1999:Voicelugger som Voicelugger Gold
- 2007:Chou Ninja Tai Inazuma!! SPARK som Shouryuusai Mizuki

Videospel
- ????:Super Robot Wars Alpha 3 som Keisar Ephes